# Žakule
Žakule su naselje u Hrvatskoj u sastavu Grada Vrbovskog. Nalaze se u Primorsko-goranskoj županiji.

## Zemljopis
Južno su Tići, jugoistočno su Radoševići i Mlinari, istočno su Vučinići, sjeverno-sjeveroistočno su Dokmanovići i Jakšići, sjeverozapadno su Moravice, zapadno-sjeverozapadno su Carevići, jugozapadno su Donji Vukšići i Gornji Vukšići.

## Stanovništvo
| broj stanovnika | 32    | 32    | 55    | 48    | 70    | 73    | 69    | 71    | 64    | 62    | 65    | 76    | 103   | 83    | 28    | 24    | 8     |
|                 | 1857. | 1869. | 1880. | 1890. | 1900. | 1910. | 1921. | 1931. | 1948. | 1953. | 1961. | 1971. | 1981. | 1991. | 2001. | 2011. | 2021. |